# کارل زانکل
کارل زانکل (آلمانی: Karl Zankl; درگذشته ۳ اکتبر ۱۹۴۵) بازیکن و مربی فوتبال اهل اتریش بود.